# Arquebisbat de Siena-Colle di Val d'Elsa-Montalcino
L'arquebisbat de Siena-Colle di Val d'Elsa-Montalcino (italià: Arquebisbat de Siena-Colle di Val d'Elsa-Montalcino; llatí: Archidioecesis Senensis-Collensis-Ilcinensis) és una seu metropolitana de l'Església catòlica, que pertany a la regió eclesiàstica Toscana. En el 2010 tenia 178.098 batejats d'un total de 185.751 habitants. Actualment està regida per l'arquebisbe Antonio Buoncristiani.
Els patrons són sant Sant Ansà, la Mare de Déu dels Socors i San Marcial

## Territori

Mapa de la diòcesi

L'arxidiòcesi s'estén en part de la província de Siena i de la de Grosseto, amb els municipis de Arcidosso, Asciano, Buonconvento, Castel del Piano, Castellina in Chianti, Castelnuovo Berardenga, Castiglione d'Orcia, Cinigiano, Civitella Paganico, Chiusdino, Colle Val d'Elsa, Montalcino, Monteriggioni, Monteroni d'Arbia, Monticiano, Murlo, Poggibonsi, San Gimignano, San Quirico d'Orcia, Seggiano, Siena i Sovicille. S'estén de nord a sud, principalment per la riba de l'Ombrone, amb els afluents Arbia, Merse, Lanzo, Gretano; i és travessada per la via Cassia i la via Grossetana.
La seu arxiepiscopal es troba a la ciutat de Siena, on està la catedral de Santa Maria Assumpta. A Colle di Val d'Elsa es troba la cocatedral de Sants Albert i Marcial; i a Montalcino hi ha la cocatedral de Sant Salvador.
El territori està dividit en 178 parròquies.
La província eclesiàstica de Siena-Colle di Val d'Elsa-Montalcino comprèn quatre diòcesis sufragànies:
- el bisbat de Grosseto,
- el bisbat de Massa Marittima-Piombino,
- el bisbat de Montepulciano-Chiusi-Pienza,
- el bisbat de Pitigliano-Sovana-Orbetello.

## Història

### La seu de Siena
Segons la tradició, el cristianisme va ser portat a Siena a principis del segle iv a través del jove romà Ansano Anici, un màrtir de la fe al Àrbia al 303 i va esdevenir el patró principal de la diòcesi. Al segle vii estan documentades un monestir i una església dedicades a Ansano .
La història de la diòcesi durant els primers segles està embolicada en la foscor. Lucifero va ser el primer bisbe de Siena al 306. Després de Lucifero, sembla que un bisbe de Siena anomenat Floriano va participar el 313 en el sínode de Roma. Després Floriano recorda Eusebio, que va participar en el sínode romà del 465; Mauro, és el primer bisbe del qual apareixen referències explícites a la historiografia, participà en el Concili del Laterà del 649, que va acabar en un compromís amb el bisbe d'Arezzo sobre la possessió contrastada de divuit esglésies ubicades al territori de Siena; Vitaliano, que al sínode romà de 680 va signar la famosa carta a l'emperador d'Orient. El compromís de les esglésies en disputa no es va respectar i es van succeir diverses disputes amb resultats alterns, fins i tot degenerant en violència, pel que fa a la translació del cos de Sant Ansano a Siena (1107); durant fins al segle xii, deixant un rastre d'animositat entre les dues diòcesis. Mentrestant, es fundà a poca distància de Siena el monestir benedictí de Sant Eugeni (730) i uns anys més tard a les fronteres de la província va ser fundada l'abadia de Sant Salvador. L'autoritat del bisbe, al costat dels ja eminents gastalds llombards, es va enfortir amb els comptes francs.
Amb la ruptura de l'Imperi Carolingi el bisbe era l'única autoritat indiscutible. El comte imperial va tornar a Siena només amb Otó I, però durà poc. El bisbe exercia el seu poder amb un consell de nobles cònsols i cridant a la gent davant de l'església per aprovar les propostes. Pel que fa a la vida eclesiàstica, des del principi del segle x el Capítol de la Catedral estava vinculat a la vida comuna amb la seva Schola, de la que s'han transmès els noms d'alguns mestres i priores scholae. Va formar-ne part, encara que per poc temps, el savi Bru de Segni. Els canonges de Siena Siena van fundar l'hospital de Santa Maria della Scala per als pelegrins malalts i abandonats, confiant la seva cura a una congregació de laics, els frares de l'Hospital, però subjecte a l'aprovació del rector i la vigilància de l'administració. Fins al final del segle xiv, el Capítol tenia el dret de triar al bisbe. A Siena es va triar el Papa Nicolau II (1058), contra l'intrús Benet X, un senyal que recolzava el nou moviment de reforma.
L'església de Siena havia obtingut (vers el 1055) prerrogatives quasi sobirnes sobre un gran territori entre l'Arbia i el Merse, que formaria el feu del bisbat, que va durar, entre conflictes i consensos, fins a Pietro Leopoldo (1786). Els senyors feudals, però, van aprofitar el desordre originat a partir de la lluita política i religiosa entre el Papat i l'Imperi (quan el Papa Gregori VII es va enfrontar a Enric IV regia l'església sienesa Ridolfo, 1072-1084) per ampliar els seus dominis. Però ara el moviment per a la unificació de la vida comunal estava en marxa; i sota la guia del bisbe i dels cònsols es limitava el poder dels grans. Va seguir les donacions al bisbe i a la Mare de Déu, el bisbe i el poble, a la Verge de la Ciutat. Per als senyors feudals es va imposar una estada a la ciutat.
La nova lluita entre el papa Alexandre III i Frederic Barbarroja va com a bisbe de Siena l'actiu i gelós Ranieri (1129-1167) a qui es deu el valuós calendari-obituari de l'església senesca (vers el 1140). Comptant amb els cònsols, pressionats pel vicari imperial, amb alguns clergues empresonats, el bisbe va excomunicar als cònsols i va posar l'interdetto sobre la ciutat i els suburbis. El clergat es van mantenir lleial al Papa, però el bisbe es va veure obligat a fugir sense retorn (va morir en 1170).
En aquest temps va tenir lloc la dedicació de la nova catedral. La Siena gibelina va rebre el reconeixement de les ciutats lliures imperials (1186); alliberà l'elecció dels cònsols (que la ciutat elegia per diverses dècades), encunyar moneda, etc.; reconeixement que es va completar amb la creació de l'Alcaldia (1199). El moviment d'unificació comunal va patir per una sèrie de guerres constants entre Siena i Florència, guerra en què ni el Buono (1189-1215) i Buonfiglio (1216-1252), ni la predicació de la pau dels nous ordes dels dominics, franciscans i dels Servents de Maria van aplacar, fins que Siena va aconseguir erradicar els rivals güelfs (1260) i van dominar la Toscana durant una dècada, després d'haver donat una constitució civil (1262). Els grans comerciants i banquers güelfs van prendre el control del govern que van celebrar amb la saviesa i l'energia i sense cap mena de xoc significatiu per a un llarg període (1292-1355).
El llegat del beat Andrea Gallerani (vers 1200-1251), fundador de la Casa de la Misericòrdia (vers 1240) es va ampliar amb la Compagnia dei Disciplinati sota les voltes de l'Hospital (1295), que van continuar al llarg de l'antiga caritat sota el nom de Società di Esecutori di pie disposizioni; san Bernardo Tolomei (1272-1348) fundà el 1319, la Congregació dels Olivetans; sorgiren les cartoixes de Maggiano i Pontignano; l'Ajuntament, no satisfets amb tenir una gran catedral, va dissenyar una de més gran, amb el Bisbe Donusdeus (1313-1351) beneint (1339) la primera pedra de la gran catedral que mai no es va acabar. Siena estava plena d'esglésies, convents i hospitals embellits amb notables obres d'art. Tres anys després de la pesta de 1348, el mateix bisbe Donusdeus va beneficiar, amb el seu testament (1351), 20 parròquies, 34 monestirs, 2 abadies i 13 hospitals.

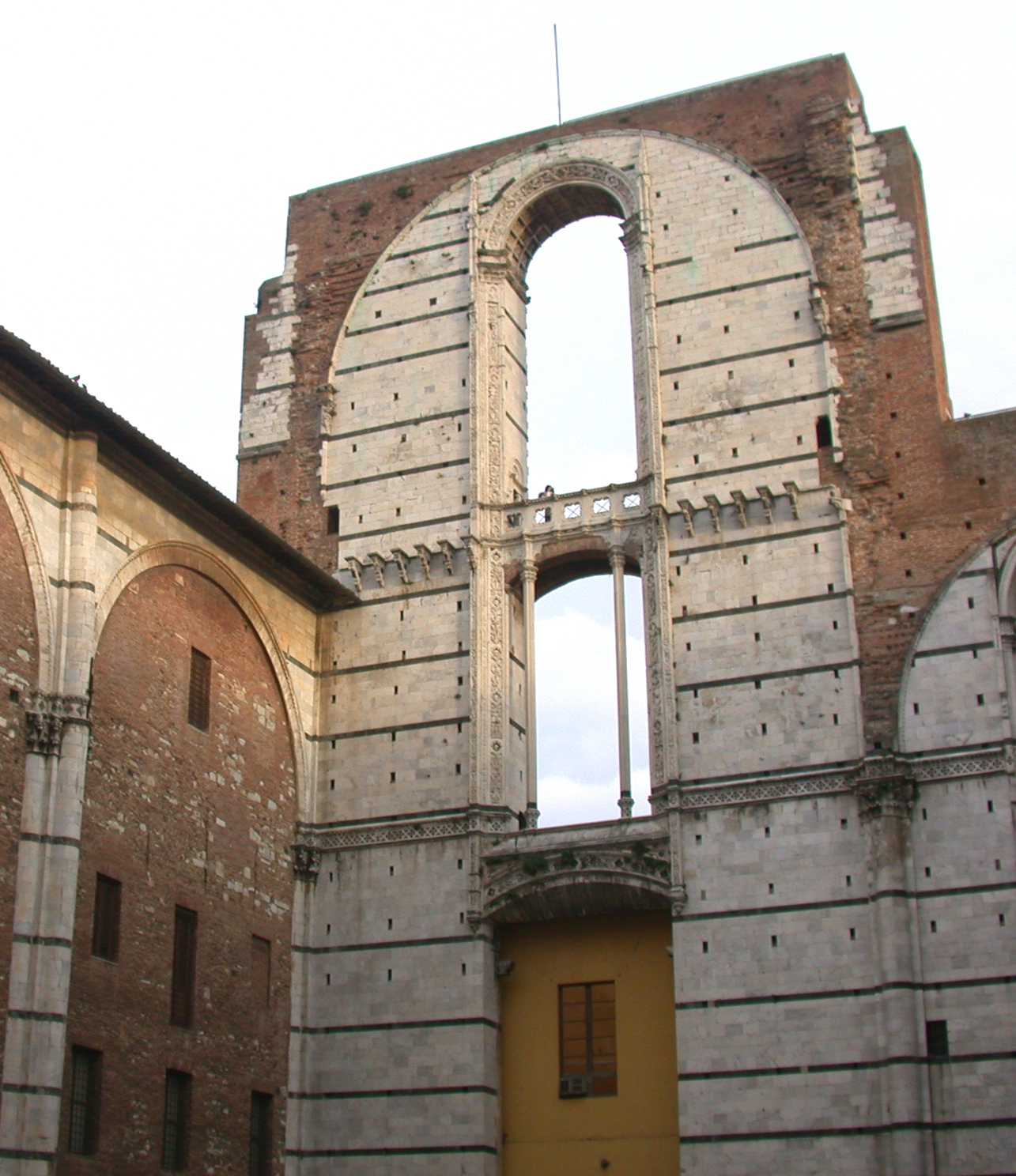
La façana incompleta de la nova Catedral, també anomenada Facciatone

Sacsejada per les passions polítiques ruïnoses, caiguts els Nove, la gent es van consumir en lluites internes i externes contínues que van portar a la República a la ruïna (1555) amb la incorporació al Gran Ducat dels Medici. Durant aquests dos segles, la Universitat de Siena va ser elevat per Carles IV (1357) a Estudi general, amb l'autoritat del bisbe de conferir graus; va sorgir l'obra del beat Giovanni Colombini amb els seus Jesuats; va sorgir santa Caterina. Eren coneguts mercè dels savis Ilicetanis i de sant Bernardí amb la seva observança.
Siena acollir Gregori XII, mecenes de l'Estudi que va concedir la càtedra de teologia; i a continuació, Eugeni IV, Gabriele Condulmer, exbisbe de Siena (1408).
A Siena va tenir lloc l'inconclús concili ecumènic de 1423.
Per a la història de l'església de Siena va ser determinant l'episcopat d'Enea Silvio Piccolomini (1450-1458), que va elevar al tron papal amb el nom de Pius II, va elevar la seu de Siena al rang d'arxidiòcesi i seu metropolitana el 23 d'abril de 1459 amb la butlla Triumphans Pastor. La Butlla preveia també que l'arxidiòcesi de Siena rebés com a sufragànies les diòcesis de Chiusi, Grosseto i Sovana-Pitigliano, fins llavors, com Siena, pertanyent a la província eclesiàstica de Roma, i la diòcesi de Massa Marittima, anteriorment sufragània de Pisa.
Arquebisbes distingits van ser Francesco Todeschini Piccolomini (1460-1501), més tard elegit papa amb el nom de Pius III; Francesco Bandini Piccolomini, defensor del catolicisme contra el protestantisme (1529-1588), tot i els casos esporàdics de deserció, entre els quals hi ha l'apostasia de Bernardino Ochino.
El Concili de Trento també va provocar Siena en una sèrie d'iniciatives dirigides especialment pels caputxins i els jesuïtes, que es van instal·lar a Siena, respectivament, el 1536 i el 1555. Assenyalen els episcopats del savi arquebisbe Ascanio Piccolomini (1588-1597); del cardenal Francesco Maria Tarugi (1597-1607), que va celebrar un sínode provincial (1599).
El Papa Pau V, la família del qual era originària de Siena, va voler investir en el pal·li arquebisbal, un cosí seu homònim, Camillo Borghesi.
Important van ser també les successives Conferències Episcopals del cardenal Metel Bichi (1612-1614), fundador del seminari; Ascanio Piccolomini II (1628-1671). El seminari, enfortit per la munificència d'Alexandre VII (1660), va assenyalar als joves d'arreu de la Toscana gairebé en competència amb el Collegio Tolomei dirigit pels jesuïtes; i després de la supressió d'aquests (1774) els escolapis se'n van fer càrrec.
Les controvèrsies del jansenisme amb prou feines van arribar a la diòcesi. Però quan Pietro Leopoldo pretengué implementar les seves reformes religioses, l'arquebisbe Tiberio Borghesi, després de la supressió granducal de les companyies laiques i de la reordenació de les parròquies de la ciutat (1783-1786), defensà fortament els drets de la doctrina i de la disciplina eclesiàstica. Convidat de Siena va ser Pius VI a l'exili el febrer-maig del 1798.
Els ordes religiosos suprimits pels francesos (1808-1809) van tornar després de la Restauració. Durant el període del Risorgimento va ser arquebisbe el florentí Giuseppe Mancini (1824-1855), un home de gran cultura i de la caritat pastoral. El Seminari-Col·legi continuà la formació de joves clergues i laics, fins a inicis del segle xx, quan es va produir la separació del Seminari del Col·legi. A través de l'obra de l'arquebisbe Prospero Scaccia el seminari obtingué el dret de conferir graus en Teologia (1914-1931). La Universitat de Siena havia suprimit la facultat de teologia el 1860.
Durant els anys dramàtics de la Segona Guerra Mundial, l'arxidiòcesi va ser governada pel brescià Mario Toccabelli (1935-1961), el que va contribuir no poc, a través de contactes amb les forces bel·ligerants, per salvar Siena des del flagell dels bombardejos i la destrucció. El 18 de juny de 1944 va renovar solemnement l'acte de donació de la Ciutat a la Verge. El 1954 el Seminari Arxiepiscopal Senesc va ser erigida pel Papa Pius XII en el Pontifici Seminari Regional.
El 6 de juny de 1961 va ser nomenat Arquebisbe Mario Ismaele Castellano, frare dominic, bisbe de Volterra i assistent eclesiàstic de l'Acció Catòlica. Castellano va prendre part activa en el Concili Vaticà II, va fundar i va promoure l'Associació Internacional dels Caterinats, va donar la benvinguda al Papa Joan Pau II durant la seva primera visita a Siena (1980). Durant el seu episcopat va ser beatificada la religiosa sienesa Savina Petrilli, fundadora de la Congregació de les Germanetes dels Pobres de Santa Caterina de Siena.
Tres bisbes de Siena van ser elegits posteriorment al papat: Eugeni IV, Pius II i Pius III. A més, eren originaris de Siena o dels seus territoris sant Joan I, sant Gregori VII, Marcel II, Pau V i Alexandre VII.

### La seu de Montalcino

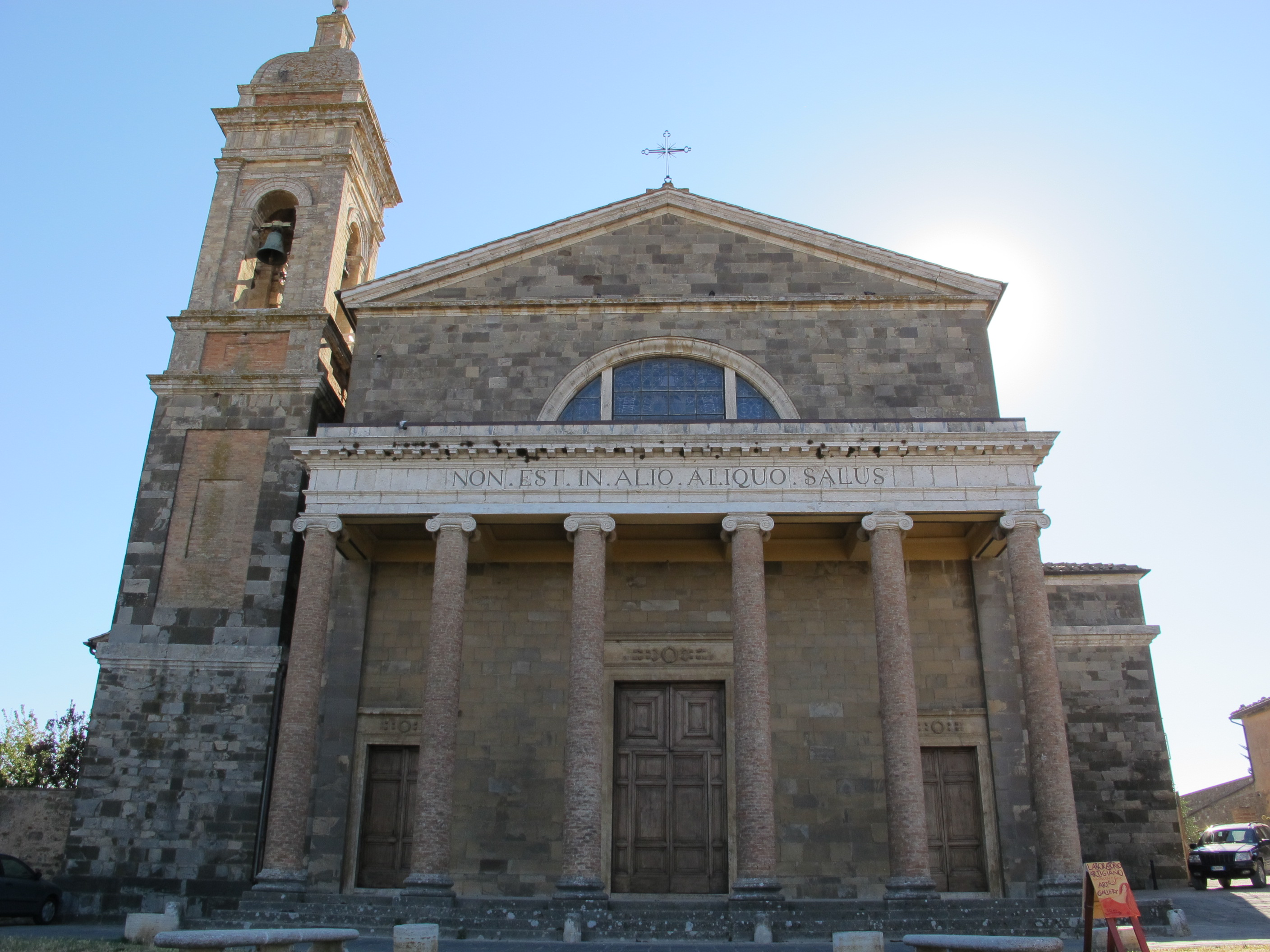
La concatedral de Montalcino

El cristianisme va posar el peu a Montalcino des del començament de l'era cristiana. El seu territori, depenent d'Arezzo, preveia la presència de diferents esglésies pievanes (és a dir, amb baptisteri), inclosa la de Sant'Andrea en Alcinis Montis, documentada a principis del segle viii. Aquesta església va ser reconstruïda i dedicada al Santíssim Salvador al seu voltant del segle xi, i seria la futura catedral diocesana.
Al 814 el castell de Montalcino va ser donat per l'emperador Lluís I el Piatós a l'abadia de Sant Antimo, els abats de la qual exercien tant el poder espiritual com el temporal. El poder temporal de l'abadia va acabar a principis del segle xiii, i va continuar amb l'espiritual, confirmat pels papes, especialment papa Anastasi IV amb la butlla Cum omnibus del 1153.
La Diòcesi de Montalcino es va erigir el 13 d'agost de 1462 amb la butlla Pro excellenti del Papa Pius II, amb territori desmembrat de la diòcesi d'Arezzo (11 parròquies) de Grosseto (6 parròquies) i Chiusi (6 parròquies). Originalment es va unir aeque principaliter a la diòcesi de Pienza i immediatament subjecta a la Santa Seu.
Girolamo II Piccolomini, el fill de Bonsignore, va rebre el 20 de novembre de 1528 del Papa Climent VII la divisió temporal de les dues seus. Aquesta primera divisió va durar fins al 1535. La unió entre Pienza i Montalcino va ser revocada per segona vegada entre el 1554 i el 1563. El 23 de maig de 1594 amb la butlla Ad exequendum, el Papa Climent VIII separà definitivament Montalcino de Pienza, amb efectes a partir de la fi de l'episcopat del bisbe Francesco Maria Piccolomini, que va acabar amb la seva mort en 1599.
Durant la divisió temporal de la 1528 s'afegiren a la diòcesi de Montalcino territoris que havien pertangut fins llavors a l'abadia de Sant Antimo i el bisbe va rebre el títol d'abat de Sant'Antimo.
El 15 de juny de 1772, per decisió del Papa Climent XIV, Montalcino s'amplià amb l'adquisició de 6 parròquies de la diòcesi de Chiusi i vuit esglésies de Pienza.
Es deu al bisbe Bernardino Giuseppe Pecci (1774-1809) la fundació del seminari diocesà als locals de l'antic convent de Sant Agustí.
L'antiga catedral en ruïnes va ser demolida i reconstruïda en 1817; la nova catedral, en estil neoclàssic, obra de l'arquitecte sienés Agostino Fantastici, oberta al culte i solemnement consagrada el 1832.

### La seu de Colle di Val d'Elsa

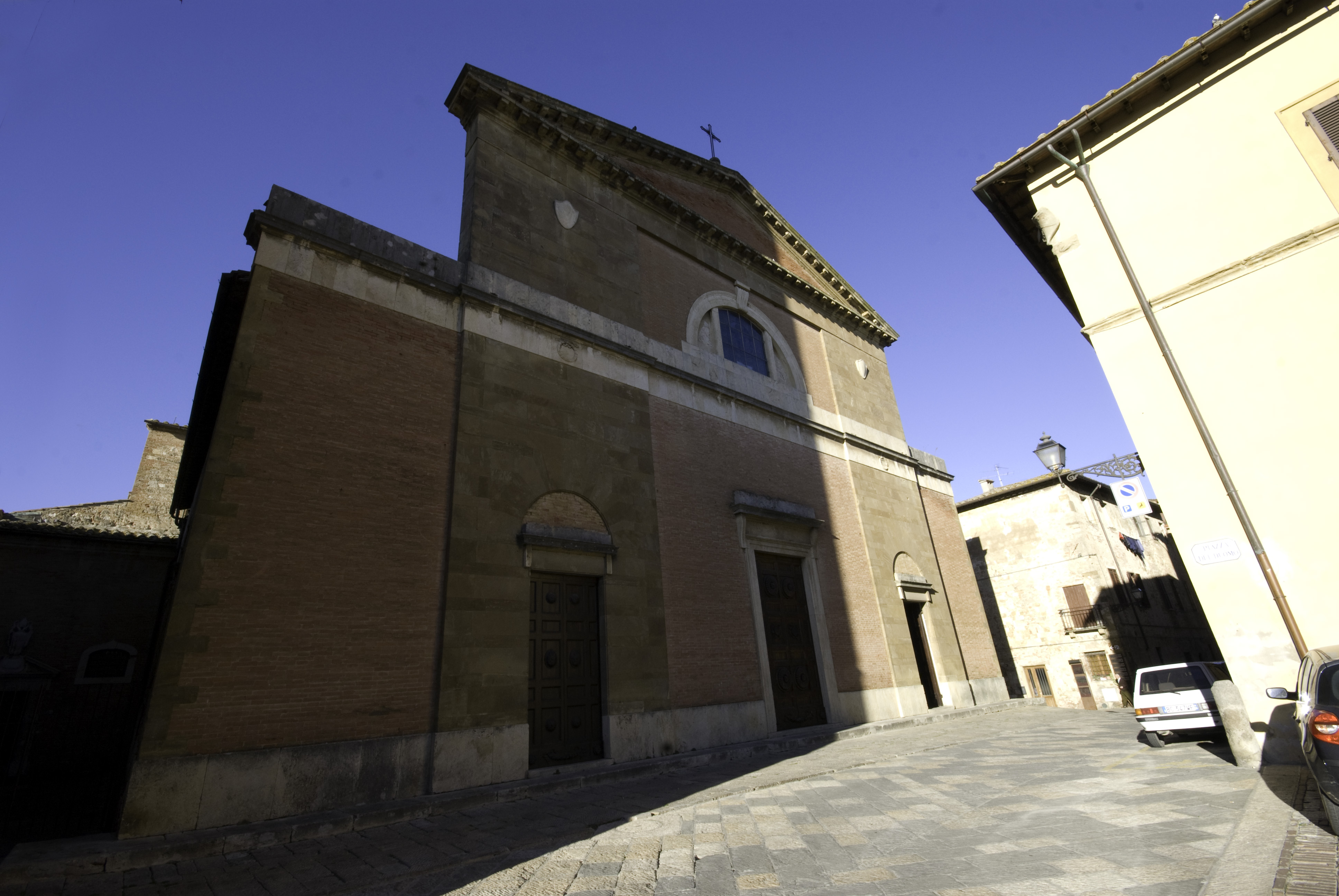
La concatedral de Colle Val d'Elsa

Segons la tradició, el cristianisme va ser predicat a Colle di Val d'Elsa per sant Marçal, un deixeble de l'apòstol sant Pere, durant el seu viatge a la Gàl·lia, on es troba l'origen de l'església de Llemotges.
En època imprecisa Colle va passar a ser propietat de l'abadia de San Salvatore a Spugna, que exerceia jurisdicció tant civil com religiosa fins gairebé a finals del segle xiv. No eren rares les disputes entre els arxiprestos de Colle i els bisbes de Volterra, en el territori del qual es trobaven les possessions de l'abadia. Els arxiprestos, però, podien presentar les butlles d'exempció de la jurisdicció episcopal, emeses pels papes, entre ells les de Pasqual II, de Gelasi II i Adrià IV (del segle xii). El 1386 el Papa Urbà VI, per posar fi a la disputa, ordenà a abat de Sant Galgano que resolgués la qüestió: no es coneix el resultat, però a la butlla d'erecció de la diòcesi, la col·legiata de Colle va ser descrita com a nullius dioecesis.
La diòcesi de Colle di Val d'Elsa va ser erigida el 5 de juny de 1592 amb la butlla Super universas del Papa Climent VIII, amb territori desmembrat de les seus de Florència, de Siena, de Fiesole i de Volterra. Originalment la diòcesi era sufragània de l'arxidiòcesi de Florència.
Gràcies al bisbe Cosimo della Gherardesca es fundà en 1618 el seminari diocesà a la Piazza del Duomo i la construcció del palau episcopal, a més de realitzar diverses visites pastorals, d'acord amb les decisions del Concili de Trento.
El 18 de setembre de 1782 el Papa Pius VI es va traslladar des del territori de la diòcesi de Volterra al de l'església Col·legiata de San Gimignano, amb un territori contigu.
L'últim bisbe de Colle, Francesco Niccoli (1932-1965), va comprar el 1937 el convent suprimit de Sant Francesc, amb la intenció d'instal·lar-hi el seminari, que es va inaugurar el 1940.

### Les seus unificades
A partir del 1965, la diòcesi de Colle di Val d'Elsa quedà vacant, i des del 1970 també la de Montalcino; en ambdós casos l'arquebisbe de Siena Mario Jsmaele Castellano va ser nomenat administrador apostòlic. Per a Colle di Val d'Elsa, Castellano es va fer ajudar per un bisbe auxiliar, Angelo Fausto Vallainc, que residí a Colle entre 1970 i 1975. L'arquebisbe Castellano va ser nomenat bisbe de Colle di Val d'Elsa el 7 d'octubre de 1975 i de Montalcino el 19 de gener de 1978, unint les tres seus in persona episcopi.
El 30 de setembre de 1986, en virtut del decret Instantibus votis de la Congregació pels Bisbes, s'establí la plena unione de les tres diòcesis, i la nova circumscripció eclesiàstica assumí el nom actual.
El 14 de novembre de 1989, amb la renúncia al govern de Castellano en assolir el límit d'edat, Gaetano Bonicelli, anterior ordinari militar d'Itàlia, va ser nomenat arquebisbe, càrrec que ocuparia fins al 23 de maig de 2001. Durant l'episcopat de Bonicelli va tenir lloc a Siena el Congrés Eucarístic Nacional el 1994 i va rebre per segona vegada la visita pastoral del Papa Joan Pau II, el 1996.
El 23 de maig de 2001 va ser nomenat arquebisbe metropolità Antonio Buoncristiani, que va fer el seu ingrés a la diòcesi el 24 de juny de 2001.

## Cronologia episcopal

### Seu de Siena

#### Bisbes de Siena
- Lucifero † (306)
- Floriano ? † (citat el 313)
- Dodo ? † (citat el 440)
- Eusebio † (citat el 465)
- Magno ? † (citat el 520)
- Mauro ? † (citat el 565)[5]
- Aymo ? † (citat el 597)[6]
- Roberto ? † (citat el 612)
- Piriteo ? † (citat el 628)
- Antifredo ? † (citat el 642)
- Mauro † (citat el 649)
- Andrea ? † (citat el 658)
- Gualterano † (citat el 670)
- Gerardo ? † (citat el 674)
- Vitelliano † (citat el 679)
- Lupo ? † (689 - ?)
- Magno † (citat el 700)
- Causirio † (citat el 722)
- Adeodato † (vers 713/714 - vers 730)[7]
- Grosso † (citat el 743)
- Peredeo † (citat el 754 o ael 776)
- Giordano † (citat el 761)
- Roberto † (citat el 783)
- Giovanni ? † (citat el 792)
- Gherardo ? †
- Andrea † (citat el 795)
- Aimone † (795 - 800)
- Piriteo ? † (citat el 800)
- Pietro † (citat el 826)
- Tommaso ? † (citat el 830)
- Anastasio † (citat el 833)
- Gerardo ? † (citat el 841)
- Concio o Canzio † (inicis de 844 – finals de 853)
- Gherardo † (citat el 855)
- Ambrogio † (citat el 864)
- Ansifredo ? †
- Lupo † (881 - 897)
- Ubertino † (citat el 900)
- Egidio † (citat el 906)
- Teodorico † (citat el 913)
- Gerardo † (927 - 947)
- Vitelliano ? †
- Pisano † (citat el 963)
- Lucido ? †
- Ildebrando † (987 - 1000)
- Adeodato † (citat el 1001)
- Giselberto † (citat el 1013)
- Leone † (citat el 1027)
- Adelberto ? † (citat el 1036)
- Giovanni † (1037 - 1058)
- Antifredo ? † (citat el 1058)
- Roffredo ? † (citat el 1059)
- Amadio ? † (citat el 1062)
- Adalberto † (vers 1065 - 1072)
- San Rodolfo † (1073 - 1083)
- Gualfredo † (1084/1085 - 24 de juliol de 1127 mort)[8]
- Ranieri I † (1128 - 1166)
- Ranieri II † (15 de maig de 1166 - 27 de maig de 1170 mort)
  - Sede vacante (1170-1176)
- Gunterone † (20 de juny de 1176 - 13 de desembre de 1188 mort)
- Bono † (1189 - 25 d'octubre de 1215 mort)
- Bonfiglio † (1216 - 15 de desembre de 1252 mort)
- Tommaso Fusconi, O.P. † (13 de desembre de 1253 - 1273 mort)
- Bandino Bonci † (2 de juny de 1273 - 1281 mort)
- Rainaldo di Uguccione Malavolti † (16 de novembre de 1282 - 8 de juny de 1307 mort)
- Ruggeri da Casole, O.P. † (9 de juliol de 1307 - 7 de juny de 1316 mort)
- Donosdeus dei Malavolti † (23 de maig de 1317 - desembre de 1350 mort)
- Azzolino dei Malavolti † (22 d'octubre de 1351 - 1 de gener de 1371 mort)
- Iacopo di Egidio dei Malavolti † (24 de gener de 1371 - 8 de novembre de 1371 mort)
- Guglielmo Vasco, O.F.M. † (24 de novembre de 1371 - 2 d'octubre de 1377 nomenat bisbe de Győr)
- Luca Bertini, C.R.S.A. † (2 d'octubre de 1377 - 1 d'octubre de 1384 mort)
- Carlo Minutoli † (1384 - 1385 dimití)
- Francesco Mormile † (13 de novembre de 1385 - 30 de desembre de 1407 nomenat bisbe de Cava de' Tirreni)
- Gabriele Condulmer, C.R.S.A. † (30 de desembre de 1407 - 9 de maig de 1408 dimití, després elegit papa amb el nom d'Eugeni IV)
- Antonio Casini † (20 de juliol de 1409 - 24 de maig de 1426 dimití)[9]
- Carlo Bartoli † (12 de setembre de 1427 - setembre de 1444 mort)
- Cristoforo di San Marcello † (18 de setembre de 1444 - novembre de 1444 mort)
- Neri da Montegarullo † (27 de novembre de 1444 - octubre de 1449 mort)
- Enea Silvio Piccolomini † (23 de setembre de 1450 - 19 d'agost de 1458 elegit papa amb el nom de Pius II)
- Antonio Piccolomini, O.S.B.Cam. † (18 de setembre de 1458 - 23 d'abril de 1459)

#### Arquebisbes de Siena
- Antonio Piccolomini, O.S.B.Cam. † (23 d'abril de 1459 - 8 de novembre de 1459 mort)
- Francesco Todeschini Piccolomini † (6 de febrer de 1460 - 22 de setembre de 1503 elegit papa amb el nom de Pius III)
- Giovanni Piccolomini † (1503 - 7 d'abril de 1529 dimití)
- Francesco Bandini Piccolomini † (7 d'abril de 1529 - 1588 mort)
- Ascanio Piccolomini † (1588 - 13 de maig de 1597 mort)
- Francesco Maria Tarugi, C.O. † (15 de setembre de 1597 - 24 de gener de 1607 dimití)
- Camillo Borghesi † (24 de gener de 1607 - 8 d'octubre de 1612 mort)
- Metello Bichi † (17 de desembre de 1612 - 23 de març de 1615 dimití)
- Alessandro Petrucci † (23 de març de 1615 - 7 de juny de 1628 mort)
- Ascanio Piccolomini † (18 de setembre de 1628 - 14 de setembre de 1671 mort)
- Celio Piccolomini † (18 de març de 1671 - 24 de maig de 1681 mort)
- Leonardo Marsili † (26 de gener de 1682 - 8 d'abril de 1713 mort)
- Alessandro Zondadari † (21 de gener de 1715 - 2 de gener de 1745 mort)
  - Sede vacante (1745-1747)
- Alessandro Cervini † (29 de maig de 1747 - 13 de novembre de 1771 mort)
- Tiberio Borghesi † (1 de juny de 1772 - 13 de novembre de 1792 mort)
- Alfonso Marsili † (3 de desembre de 1792 - 27 de desembre de 1794 mort)
- Antonio Felice Zondadari † (1 de juny de 1795 - 13 d'abril de 1823 mort)
- Giuseppe Mancini † (12 de juliol de 1824 - 15 de febrer de 1855 mort)
- Ferdinando Baldanzi † (28 de setembre de 1855 - 7 de març de 1866 mort)
  - Sede vacante (1866-1871)
- Enrico Bindi † (27 d'octubre de 1871 - 1876 mort)
- Giovanni Pierallini † (29 de setembre de 1876 - 1888 mort)
- Celestino Zini, Sch.P. † (1889 - 19 de maig de 1892 mort)
- Benedetto Tommasi † (11 de juny de 1892 - 4 de setembre de 1908 mort)
- Paolo Maria Barone † (27 de novembre de 1908 - 20 de maig de 1909 mort)
- Prospero Scaccia † (5 de juny de 1909 - 29 de setembre de 1932 mort)
- Gustavo Matteoni † (29 de setembre de 1932 - 17 de novembre de 1934 mort)
- Mario Toccabelli † (1 d'abril de 1935 - 14 d'abril de 1961 mort)
- Mario Jsmaele Castellano, O.P. † (6 de juny de 1961 - 30 de setembre de 1986 nomenat bisbe de Siena-Colle di Val d'Elsa-Montacino)

### Seu de Colle di Val d'Elsa

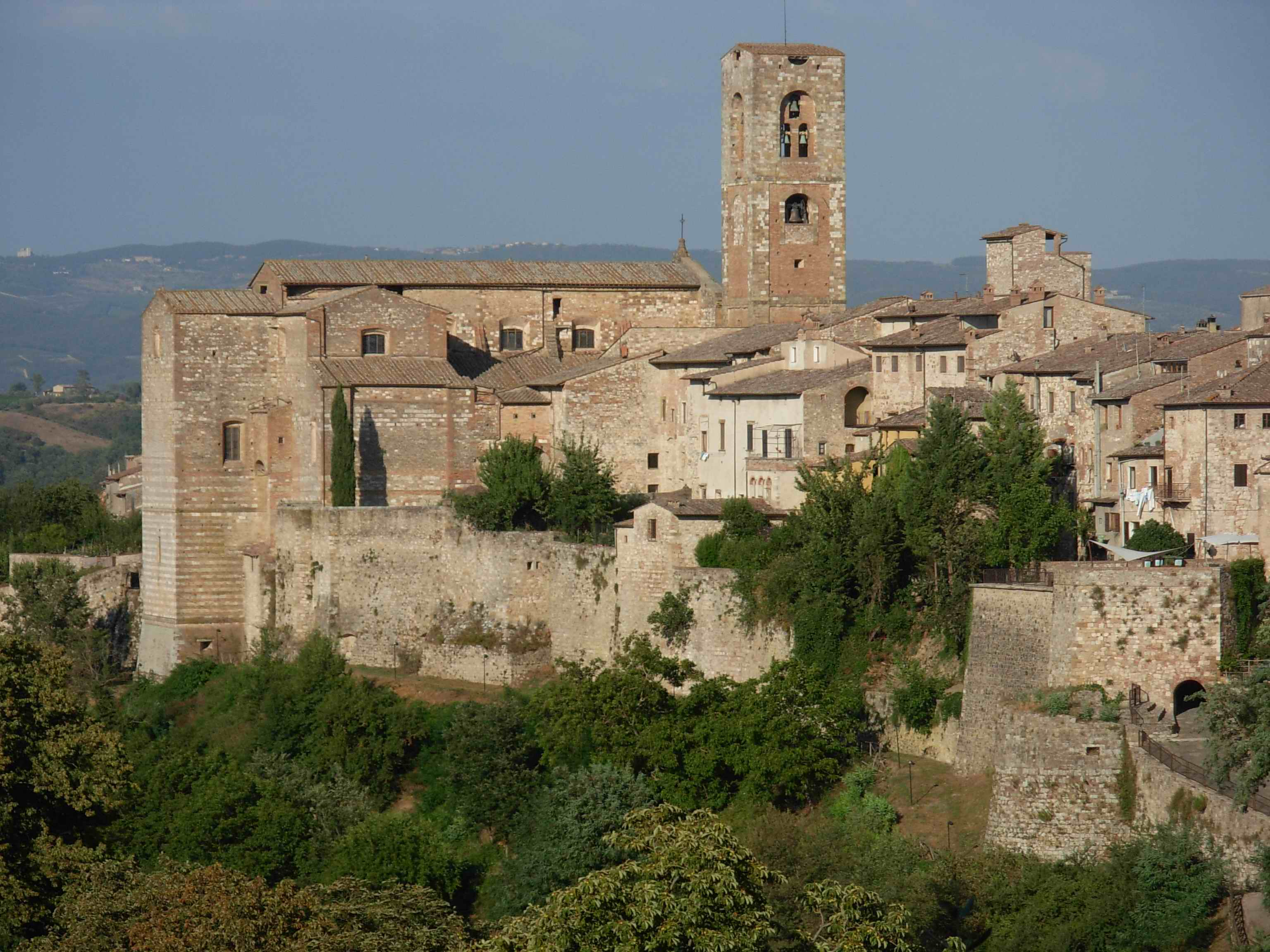
La cocatedral de Colle di Val d'Elsa

- Usimbardo Usimbardi † (5 de juny de 1592 - 1612 mort)
- Cosimo della Gherardesca † (11 de febrer de 1613 - 10 de maig de 1633 nomenat bisbe de Fiesole)
- Tommaso Salviati † (21 d'agost de 1634 - 1 de març de 1638 nomenat bisbe d'Arezzo)
- Roberto Strozzi † (21 de juny de 1638 - 12 de juny de 1645 nomenat bisbe de Fiesole)
- Giovanni Battista Buonaccorsi † (18 de setembre de 1645 - 1 de gener de 1681 mort)
- Pietro Petri, O.S.B.Cam. † (28 de juny de 1681 - novembre de 1703 mort)
- Domenico Ballati-Nerli, O.S.B.Oliv. † (15 de setembre de 1704 - 28 de març de 1748 mort)
- Benedetto Gaetani † (21 d'abril de 1749 - 12 de juny de 1754 mort)
- Domenico Gaetano Novellucci † (21 de juliol de 1755 - 17 de setembre de 1757 mort)
- Bartolomeo Felice Guelfi Camaiani † (22 de novembre de 1758 - 6 d'agost de 1772 dimití)
- Ranieri Mancini † (14 de juny de 1773 - 15 d'abril de 1776 nomenat bisbe de Fiesole)
- Luigi Buonamici † (15 d'abril de 1776 - 23 de setembre de 1782 nomenat bisbe de Volterra)
- Niccolò Sciarelli † (16 de desembre de 1782 - 26 de gener de 1801 mort)
- Luigi Raimondo Vecchietti † (26 de gener de 1801 - gener de 1805 mort)
- Niccolò Laparelli † (23 de setembre de 1805 - 23 de març de 1807 nomenat bisbe de Cortona)
- Marcello Maria Benci † (23 de març de 1807 - 27 de gener de 1810 mort)
  - Sede vacante (1810-1815)
- Giuseppe Stanislao Gentili † (4 de setembre de 1815 - 1833 mort)
- Attilio Fiascaini † (19 de desembre de 1834 - 30 de gener de 1843 nomenat bisbe d'Arezzo)
  - Sede vacante (1843-1847)
- Giuseppe Chiaromanni † (12 d'abril de 1847 - 29 de juliol de 1869 mort)
  - Sede vacante (1869-1871)
- Giovanni Pierallini † (22 de desembre de 1871 - 29 de setembre de 1876 nomenat arquebisbe de Siena)
- Marcello Mazzanti † (29 de setembre de 1876 - 27 de març de 1885 nomenat bisbe de Pistoia-Prato)
- Luigi Traversi † (27 de març de 1885 - d'agost de 1891 mort)
- Alessandro Toti † (14 de desembre de 1891 - 12 de març de 1903 mort)
- Massimiliano Novelli † (22 de juny de 1903 - 15 de gener de 1921 dimití)
- Giovanni Andrea Masera † (13 de juny de 1921 - 18 de febrer de 1926 mort)
- Ludovico Ferretti, O.P. † (18 de novembre de 1927 - 5 d'abril de 1930 mort)
  - Sede vacante (1930-1932)
- Francesco Niccoli † (12 de maig de 1932 - 5 de novembre de 1965 mort)
  - Sede vacante (1965-1975)[10]
- Mario Jsmaele Castellano, O.P. † (7 d'octubre de 1975 - 30 de setembre de 1986 nomenat bisbe de Siena-Colle di Val d'Elsa-Montacino)

### Seu de Montalcino e Pienza
- Giovanni Chinugi † (7 d'octubre de 1462 - 30 de setembre de 1470 mort)
- Tommaso della Testa Piccolomini † (26 d'octubre de 1470 - 1482 mort)
- Agostino Patrizi Piccolomini † (19 de gener de 1484 - 1495 mort)
  - Francesco Piccolomini † (31 d'octubre de 1495 - 1498 dimití, després elegit papa amb el nom de Pius III) (administrador apostòlic)
- Girolamo I Piccolomini † (14 de març de 1498 - 1510 dimití)
- Girolamo II Piccolomini † (9 de desembre de 1510 - 20 de novembre de 1528 nomenat bisbe de Pienza)
- Alessandro Piccolomini † (20 de novembre de 1528 - 1554 dimití)[11]
- Francesco Maria Piccolomini † (20 d'abril de 1554 - 1599 mort)[12]

### Seu de Montalcino
- Camillo Borghesi † (7 de gener de 1600 - 24 de gener de 1607 nomenat arquebisbe de Siena)
- Mario Cossa † (2 d'abril de 1607 - 1618 mort)
- Ippolito Borghese, O.S.B.Oliv. † (26 de març de 1618 - 1 de setembre de 1636 nomenat bisbe de Pienza)
- Scipione Tancredi † (2 de març de 1637 - 13 d'abril de 1641 mort)
- Alessandro Sergardi † (21 d'octubre de 1641 - d'abril de 1649 mort)
- Antonio Bichi † (11 de desembre de 1652 - 6 de març de 1656 nomenat bisbe d'Osimo)
- Lorenzo Martinozzi, O.S.B. † (16 d'octubre de 1656 - agost de 1663 mort)
- Fabbro de Vecchi † (14 de gener de 1664 - 1688 dimití)
- Romualdo Tancredi, O.S.B.Oliv. † (9 d'agost de 1688 - 1694 mort)
- Giuseppe Maria Borgognini † (28 de novembre de 1695 - de novembre de 1726 mort)
- Bernardino Ciani, O.S.A. † (30 de juliol de 1727 - 9 d'agost de 1767 mort)
- Domenico Andrea Vegni † (14 de desembre de 1767 - 8 de novembre de 1773 mort)
- Giuseppe Bernardino Pecci, O.S.B.Oliv. † (27 de juny de 1774 - 1809 mort)
  - Sede vacante (1809-1815)
- Giacinto Pippi † (15 de març de 1815 - 12 de juliol de 1824 nomenat bisbe de Chiusi e Pienza)
- Giovanni Bindi Sergardi † (20 de desembre de 1824 - 18 de novembre de 1843 mort)
  - Sede vacante (1843-1850)
- Paolo Bertolozzi † (7 de gener de 1850 - 27 de gener de 1867 mort)
  - Sede vacante (1867-1872)
- Raffaele Pucci-Sisti † (23 de febrer de 1872 - 19 de febrer de 1879 mort)
- Donnino Donnini † (19 de setembre de 1879 - 14 de desembre de 1891 nomenat bisbe de Cortona)
- Amilcare Tonietti † (12 de juny de 1893 - 25 de setembre de 1899 dimití)
- Iader Bertini † (18 de setembre de 1899 - 27 de setembre de 1908 mort)
- Alfredo del Tomba † (29 d'abril de 1909 - 10 de juliol de 1937 dimití)
- Ireneo Chelucci † (22 de juliol de 1938 - 8 de juny de 1970 mort)
  - Sede vacante (1970-1978)[13]
- Mario Jsmaele Castellano, O.P. † (19 de gener de 1978 - 30 de setembre de 1986 nomenat bisbe de Siena-Colle di Val d'Elsa-Montacino)

### Seu de Siena-Colle di Val d'Elsa-Montalcino
- Mario Jsmaele Castellano, O.P. † (30 de setembre de 1986 - 14 de novembre de 1989 jubilat)
- Gaetano Bonicelli (14 de novembre de 1989 - 23 de maig de 2001 jubilat)
- Antonio Buoncristiani (23 de maig de 2001 - 6 de maig de 2019 jubilat)
- Augusto Paolo Lojudice (des del 6 de maig de 2019)

## Estadístiques
A finals del 2010, la diòcesi tenia 178.098 batejats sobre una població de 185.751 persones, equivalent al 95,9% del total.
| any                                              | població | població | població | sacerdots | sacerdots       | sacerdots       | sacerdots             | diaques | religiosos | religiosos | parroquies |
| ------------------------------------------------ | -------- | -------- | -------- | --------- | --------------- | --------------- | --------------------- | ------- | ---------- | ---------- | ---------- |
| any                                              | batejats | total    | %        | total     | clergat secular | clergat regular | batejats por sacerdot | diaques | homes      | dones      |            |
| Arquebisbat de Siena                             |          |          |          |           |                 |                 |                       |         |            |            |            |
| 1950                                             | 81.940   | 82.000   | 99,9     | 224       | 149             | 75              | 365                   |         | 125        | 520        | 110        |
| 1969                                             | 100.000  | 100.000  | 100,0    | 185       | 115             | 70              | 540                   |         | 85         | 638        | 121        |
| 1980                                             | 99.950   | 108.000  | 92,5     | 154       | 119             | 35              | 649                   |         | 39         | 450        | 128        |
| Bisbat de Montalcino                             |          |          |          |           |                 |                 |                       |         |            |            |            |
| 1950                                             | 39.980   | 40.000   | 100,0    | 45        | 41              | 4               | 888                   |         | 5          | 45         | 37         |
| 1969                                             | 25.764   | 25.787   | 99,9     | ?         | ?               | 5               | ?                     |         | 5          | 66         | 30         |
| 1980                                             | 24.581   | 24.735   | 99,4     | 38        | 33              | 5               | 646                   |         | 8          | 37         | 39         |
| Bisbat de Colle Val d'Elsa                       |          |          |          |           |                 |                 |                       |         |            |            |            |
| 1950                                             | 45.000   | 45.000   | 100,0    | 90        | 79              | 11              | 500                   |         | 14         | 98         | 73         |
| 1969                                             | 53.900   | 54.000   | 99,8     | ?         | ?               | 11              | ?                     |         | 14         | 102        | 74         |
| 1980                                             | 60.100   | 60.500   | 99,3     | 57        | 46              | 11              | 1.054                 | 1       | 15         | 70         | 75         |
| Arquebisbat de Siena-Colle Val d'Elsa-Montalcino |          |          |          |           |                 |                 |                       |         |            |            |            |
| 1990                                             | 186.000  | 188.450  | 98,7     | 243       | 173             | 70              | 765                   |         | 72         | 537        | 186        |
| 1999                                             | 170.000  | 177.800  | 95,6     | 163       | 129             | 34              | 1.042                 | 3       | 37         | 302        | 145        |
| 2000                                             | 170.000  | 170.800  | 99,5     | 167       | 133             | 34              | 1.017                 | 3       | 36         | 330        | 145        |
| 2001                                             | 170.000  | 170.800  | 99,5     | 166       | 132             | 34              | 1.024                 | 4       | 36         | 330        | 145        |
| 2002                                             | 175.000  | 179.500  | 97,5     | 179       | 128             | 51              | 977                   | 7       | 58         | 319        | 145        |
| 2003                                             | 174.950  | 179.400  | 97,5     | 174       | 121             | 53              | 1.005                 | 7       | 57         | 312        | 141        |
| 2004                                             | 175.010  | 179.490  | 97,5     | 171       | 122             | 49              | 1.023                 | 7       | 54         | 305        | 141        |
| 2010                                             | 178.098  | 185.751  | 95,9     | 150       | 108             | 42              | 1.187                 | 9       | 48         | 278        | 178        |

### Per la seu de Siena
- Francesco Lanzoni, Le diocesi d'Italia dalle origini al principio del secolo VII (an. 604), vol. I, Faenza 1927, pp. 564–567
- Diario Senese, parte II, Siena 1854, pp. 870–878
- Giuseppe Cappelletti, Le Chiese d'Italia dalla loro origine sino ai nostri giorni, vol. XVII, Venezia 1862, pp. 365–559
- Butlla Triumphans Pastor, in Bullarum diplomatum et privilegiorum sanctorum Romanorum pontificum Taurinensis editio, Vol. V, pp. 150–152 (llatí)
- Pius Bonifacius Gams, Series episcoporum Ecclesiae Catholicae, Leipzig 1931, pp. 781–782 (llatí)
- Konrad Eubel, Hierarchia Catholica Medii Aevi, vol. 1 Arxivat 2019-07-09 a Wayback Machine., p. 446; vol. 2 Arxivat 2018-10-04 a Wayback Machine., pp. XXXVIII, 235; vol. 3 Arxivat 2019-03-21 a Wayback Machine., p. 297; vol. 4 Arxivat 2018-10-04 a Wayback Machine., p. 312; vol. 5, p. 353; vol. 6, p. 375 (llatí)

### Per la seu de Colle di Val d'Elsa
- Giuseppe Cappelletti, Le Chiese d'Italia dalla loro origine sino ai nostri giorni, vol. XVII, Venezia 1862, pp. 275–304
- Pius Bonifacius Gams, Series episcoporum Ecclesiae Catholicae, Leipzig 1931, pp. 748–749 (llatí)
- Konrad Eubel, Hierarchia Catholica Medii Aevi, vol. 4 Arxivat 2018-10-04 a Wayback Machine., p. 156; vol. 5, p. 163; vol. 6, pp. 172–173 (llatí)

### Per la seu de Montalcino
- Giuseppe Cappelletti, Le Chiese d'Italia dalla loro origine sino ai nostri giorni, vol. XVIII, Venezia 1862, pp. 441-471
- Gaetano Moroni, Dizionario di erudizione storico-ecclesiastica, vol. XLVI, Venezia 1847, pp. 141–145
- Butlla Pro excellenti, in Bullarum diplomatum et privilegiorum sanctorum Romanorum pontificum Taurinensis editio, Vol. V, pp. 166–169 (llatí)
- Butlla Ad exequendum, in Bullarum diplomatum et privilegiorum sanctorum Romanorum pontificum Taurinensis editio, Vol. X, p. 143 (llatí)
- Pius Bonifacius Gams, Series episcoporum Ecclesiae Catholicae, Leipzig 1931, pp. 743–744 (llatí)
- Konrad Eubel, Hierarchia Catholica Medii Aevi, vol. 2 Arxivat 2018-10-04 a Wayback Machine., p. 216; vol. 3 Arxivat 2019-03-21 a Wayback Machine., p. 212; vol. 4 Arxivat 2018-10-04 a Wayback Machine., p. 208; vol. 5, p. 227; vol. 6, p. 243 (llatí)